# Mori Calliope
Mori Calliope (森カリオペ) ist eine virtuelle YouTuberin und Rapperin, die dem englischsprachigen Zweig der Agentur Hololive Production angehört.

## Hintergrund
Ein virtueller YouTuber ist ein Webvideoproduzent, der mittels eines digitalen Avatars, zumeist im Anime-Stil, auf YouTube streamt. Beim Streamen werden die Mimik und Gestik der streamenden Person per Computer erkannt und auf das 2D-Modell des Avatars übertragen und entsprechend animiert.

## Charakter
Mori Calliope wird als erste Schülerin des Sensenmanns beschrieben, die aufgrund des schleppenden Geschäfts eine Karriere als virtuelle YouTuberin startet und so Seelen sammelt. Ihr Charakter stellt ein Shinigami dar, ein Totengott in der japanischen Mythologie, welcher dem Sensenmann in westlichen Kulturkreisen entspricht und Seelen Verstorbener in der irdischen Welt sammelt und ins Totenreich geleitet.
Das Design wurde von Yukisame entworfen. Calliopes Geburtstag ist am 4. April.

## Aktivitäten auf YouTube
Mori Calliope startete ihre Aktivitäten am 12. September des Jahres 2020. Ihr YouTube-Kanal wurde am 16. Juli 2020 eröffnet und hat seit Beginn der Aktivitäten mehr als zwei Millionen Abonnenten. Ihr YouTube-Kanal wurde mehr als 380 Millionen Mal aufgerufen. Dort veröffentlicht sie überwiegend Musikvideos zu Coverversionen und eigenen Stücken, aber vereinzelt auch Let’-Play-Videos.
Mori Calliope ist neben den VTubern Gawr Gura, Amelia Watson, Kiara Takanashi und Ina’nis Ninomae Teil der Gruppe hololive English -Myth-, kurz HoloMyth.

## Musikalischer Werdegang
Mori Calliope veröffentlichte ihre erste Single Cursed Night am 2. November des Jahres 2020 auf ihrem YouTube-Kanal. Es folgten bis Dezember des Jahres 2021 fünf weitere Singleveröffentlichungen. Noch im Jahr 2020 erschien mit Dead Beats ihre Debüt-EP, die lediglich auf digitalen Plattformen veröffentlicht wurde und zwischenzeitlich eine Notierung in den japanischen Albumcharts erreichen konnte und auf Platz 44 einstieg. Im Jahr 2021 folgte mit Your Mori. eine weitere EP.
Im April des Jahres 2022 gab Calliope bekannt, einen Plattenvertrag mit Universal Music unterschrieben zu haben und bei deren Tochterlabel EMI Records untergekommen zu sein. Gleichzeitig mit der Bekanntmachung kündigte sie die Veröffentlichung ihrer dritten EP Shinigami Note an, welches zugleich ihr Debüt als Major-Künstlerin darstellt. Mit der EP erreichte Calliope erstmals eine Top-Ten-Platzierung in Japan. Die Unterschrift Calliopes bei Universal wurde kritisch gesehen, da dies Auswirkungen auf die Virtual-YouTuber-Community haben könnte im Bezug auf zukünftige Veröffentlichungen von Coverstücken und eigenen Liedern.
Am 11. Oktober 2022 wurde das Debütalbum Sinderella für den 16. Dezember gleichen Jahres angekündigt. Thematisch werden sowohl die Sieben Todsünden als auch persönliche Schuldgefühle aufgegriffen. Am 3. Mai 2023 soll eine Live-Blu-ray mit dem Mitschnitt ihres Debütkonzertes vom 7. Juli 2022 veröffentlicht werden. Der Titel der Blu-ray heißt New Underworld Order. Anfang Juni 2023 kündigte Calliope die Herausgabe einer EP unter dem Titel Jigoku 6 mit sechs Liedern für den 18. August 2023 an.
Am 21. Juli 2022 gab Mori Calliope ihr erstes Solo-Konzert im Toyosu Pit in Tokio, welches auch auf YouTube übertragen und innerhalb von 24 Stunden 300.000 mal angesehen wurde.
Als Mitglied der Gruppe HoloMyth veröffentlichte Calliope bis Oktober 2022 drei Kollaborations-Singles: Journey Like A Thousand Years, Myth or Threat und Non-Fiction. Am 1. Juli 2023 gab Mori Calliope bekannt mit Future Island das Titellied zum 106. Manga-Band von One Piece zu singen. Der Band erscheint am 4. Juli in Japan.

## Musikalische Einflüsse
In einem Interview mit David Flynn bei Crunchyroll im August 2022 erklärte Calliope auf die Frage, welche Musik sie am meisten beeinflusst habe, dass ihr Interesse am Rap erst durch japanischsprachigen Hip-Hop geweckt wurde und begründete dies mit dem einzigartigen Stil und der Intensität der Musik.
Die Liedtexte sind teilweise in englischer und japanischer Sprache verfasst, oftmals sogar gemischt im selben Lied.

## Diskografie

### Eigene Veröffentlichungen
- 2020: Dead Beats (EP, digital)
- 2021: Your Mori. (EP)
- 2021: Watame no Uta Vol. 1 (Gemeinschaftsalbum)
- 2021: Shibou-Teki Kansoku (Gemeinschaftsalbum)
- 2021: Aliens (Split-EP mit Taku Inoue)
- 2022: Template (Split-EP mit Wicked)
- 2022: Your Mori. Lo-Fi Album (Album)
- 2022: UnAlive (Album)
- 2022: Shinigami Note (EP, Universal Music)
- 2022: Sinderella (Album, Universal Music)
- 2023: Jigoku 6 (EP, Universal Music)
- 2024: Phantomime (Album, Universal Music)

### Coverversionen
- 2021: Roki (Original: mikito-P, Englisches Cover)
- 2021: Envy Baby (Original: Kanaria, Englisches Cover)
- 2022: Usseewa (Original: Ado, mit Milky Queen)
- 2022: The World’s Continuation (Original: Uta)
- 2023: Kawaikute Gomen (Original: HoneyWorks feat. Chu-tan)
- 2023: Salamander (Original: Deco*27)
- 2023: Idol (Original: Yoasobi)